# Americana (São Paulo)
Americana ist ein Município im Landesinneren des brasilianischen Bundesstaates São Paulo mit 237.240 Einwohnern (2022). Die Stadt liegt auf 47° 19' West und 22° 44' Süd, in der Metropolregion Campinas. in einer Entfernung von 40 Kilometern zu Campinas und 140 Kilometern zur Stadt São Paulo. Das Gemeindegebiet umfasst eine Fläche von 134 km².

## Geographie
Americana liegt ungefähr 140 km entfernt von São Paulo, der Hauptstadt des gleichnamigen Bundesstaates, mit der sie über die Rodovía SP-330 (Rodovia Anhanguera) verbunden ist. Hier zweigt die SP-330 ab, die in nordwestlicher Richtung bis José Bonifácio verläuft.

## Geschichte
Americana bekam ihren Namen von Südstaatlern, die sich 1866 nach dem verlorenen amerikanischen Bürgerkrieg in der Region ansiedelten. Darunter war zum Beispiel auch William Norris, Senator von Alabama. Nach Anschluss des Ortes an das Bahnnetz im Jahr 1875 und der Errichtung einer Fabrik zur Baumwollverarbeitung gab es in der Region einen Aufschwung.
Um 1904 erhielt die Siedlung den Namen Villa Americana und 1924 bekam sie Stadtrecht.

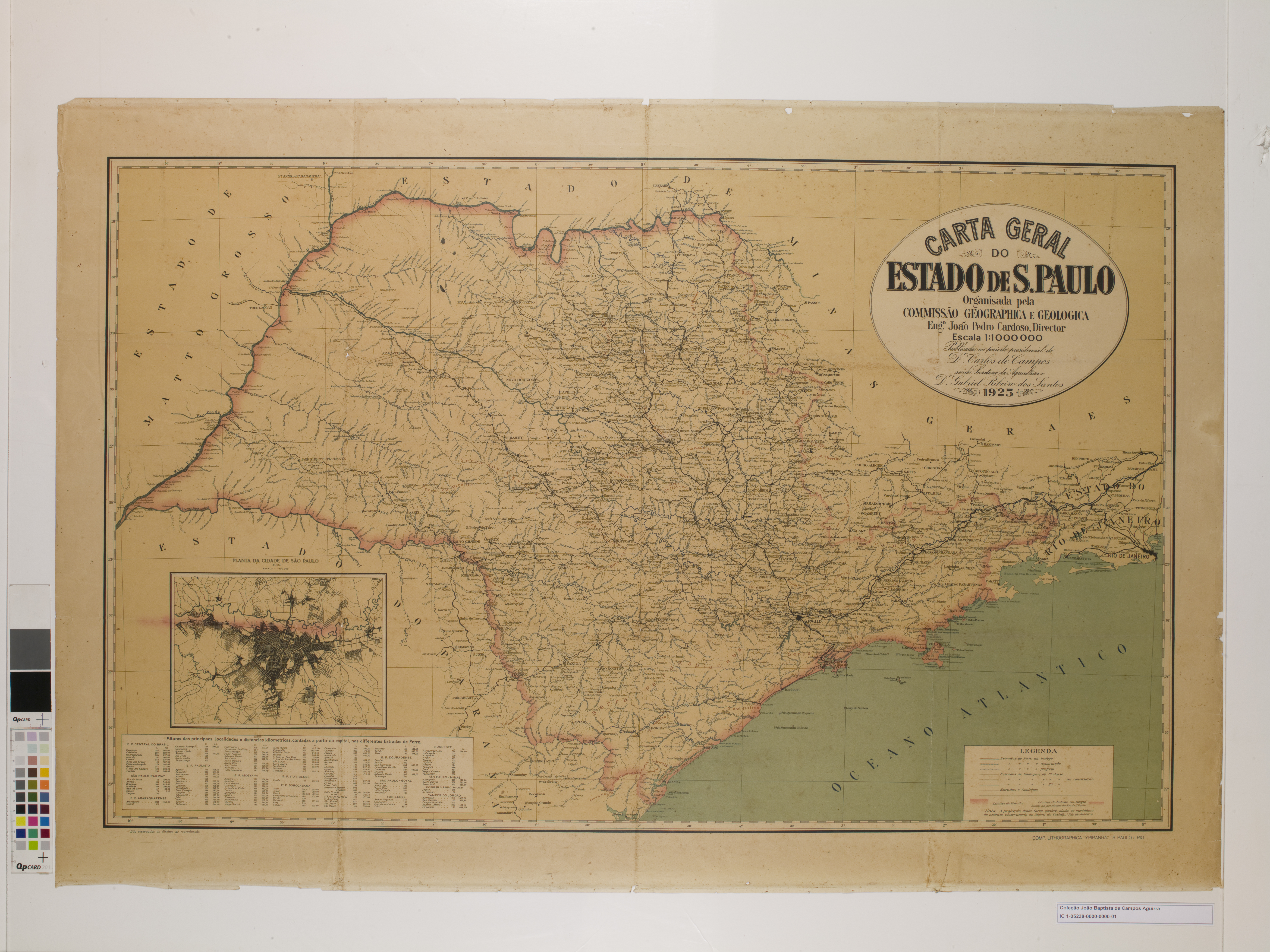
Karte des Bundesstaates São Paulo (1925).

Heute ist Americana eine Stadt, die vorwiegend von der Leichtindustrie und von der Verarbeitung der landwirtschaftlichen Produktion der Umgebung lebt.
Für Besucher sind das Pädagogisch-Historische Museum Dr. João da Silva Carrão, das sich mit der Sklaverei und der Baumwollproduktion beschäftigt, sowie das Museum für zeitgenössische Kunst interessant.

## Religion
Das Christentum ist in der Stadt wie folgt vertreten:

### Römisch-katholische Kirche
Die katholische Kirche in der Gemeinde ist Teil der Bistum Limeira.

### Protestantische Kirche
In der Stadt gibt es die unterschiedlichsten evangelischen Glaubensrichtungen, hauptsächlich Pfingstler, darunter die brasilianischen Assemblies of God (die größte evangelische Kirche des Landes), die Christliche Kongregationalistische Kirche in Brasilien, und andere.

## Söhne & Töchter der Stadt
- Walker Américo Frônio (* 1982), Fußballspieler
- Inge Vermeulen (1985–2015), Hockeyspielerin
- Felipe (* 1987), Fußballspieler
- Jhonatan Longhi (* 1988), brasilianisch-italienischer Skirennläufer
- Oscar (* 1991), Fußballspieler
- Felipe Bardi dos Santos (* 1998), Sprinter